# Rohle
Rohle – gmina w Czechach, w powiecie Šumperk, w kraju ołomunieckim. Według danych z dnia 1 stycznia 2012 liczyła 672 mieszkańców.
Dzieli się na trzy części:
- Rohle
- Janoslavice
- Nedvězí